# Авл Семпроній Атратін
Авл Семпро́ній Атраті́н (V ст. до н. е.) — політичний, державний і військовий діяч ранньої Римської республіки, консул 497 і 491 до н. е., інтеррекс 482 до н. е.

## Життєпис
Представник впливового патриціанського роду Семпроніїв. Про молоді роки мало відомостей. 
У 497 до н. е. його обрано консулом разом Марком Мінуцієм Авгуріном. Освятив храм Сатурна на Римському Форумі та влаштовував Сатурналії. У 496 році до н. е. брав участь у війні з латинянами.
У 494 до н. е. взяв участь у боротьбі з Гнеєм Марцієм Коріолонам і, надалі, вигнанні його з Риму.
У 491 до н. е. його обрано вдруге консулом, знову разом з Марком Мінуцієм Авгуріном. Займався закупівлею зерна на Сицилії для забезпечення Рима харчем.
У 487 до н. е. став префектом Риму, захищав місто від герпінів і вольсків. 
У 482 до н. е. призначений інтеррексом для обрання нових консулів у боротьбі з Вейями.
Про подальшу долю його відомостей не збереглося.

## Родина
Діти:
- Авл Семпроній Атратін, військовий трибун з консульською владою 444 до н. е.
- Луцій Семпроній Атратін, консул 445 до н. е.